# قرار مجلس الأمن التابع للأمم المتحدة رقم 284
اعتُمد قرار مجلس الأمن التابع للأمم المتحدة رقم 284 في 29 يوليو 1970، حيث طرح السؤال التالي على محكمة العدل الدولية للحصول على فتوى: «ما هي النتائج القانونية المترتبة على استمرار وجود جنوب أفريقيا في ناميبيا على الرغم من قرار مجلس الأمن 276 (1970)؟». وطلب المجلس من الأمين العام أن يحيل القرار، مع جميع الوثائق التي من المحتمل أن تلقي الضوء على السؤال إلى المحكمة.
اعتمد القرار بأغلبية 12 صوتاً. امتنعت جمهورية بولندا الشعبية والاتحاد السوفياتي والمملكة المتحدة.

## روابط خارجية
- نص القرار في undocs.org